# Eger V. Murphree
Eger Vaughan Murphree (Bayonne, 3 novembre 1898 – Summit, 29 ottobre 1962) è stato un chimico statunitense.
È noto soprattutto per aver contribuito a creare il processo di cracking catalitico a letto fluido. È stato inserito nella National Inventors Hall of Fame nel 1999.

## Biografia
Nacque il 3 novembre 1898 a Bayonne, nel New Jersey, trasferendosi da bambino nel Kentucky. Si laureò in Chimica e Matematica all'Università del Kentucky nel 1920, e conseguì il master in Chimica nel 1921. Dopo aver insegnato per un anno, trascorse diversi anni presso il Massachusetts Institute of Technology come Staff Assistant e Research Associate al Dipartimento di Ingegneria Chimica. Nel 1930 si unì all'allora Standard Oil del New Jersey.
Durante la seconda guerra mondiale, Murphree fu membro del comitato che organizzò il Progetto Manhattan e fu ampiamente riconosciuto come leader nei settori della sintesi di toluene, butadiene e idrocarburi, cracking catalitico a letto fluido, idroformatura di fluidi e coking di fluidi.
È stato anche coinvolto nel primo progetto Manhattan come membro della sezione S-1. Murphree era a capo del progetto della centrifuga (presto abbandonato) e ingegnere generale per il Progetto Manhattan nel giugno 1942. Negli anni cinquanta prestò servizio nel Dipartimento della Difesa programmando missili e coordinando i programmi dei tre servizi.
Dal 1947 al 1962 fu vicepresidente della ricerca e dell'ingegneria presso la Exxon, erede della Standard Oil.
Tra i suoi riconoscimenti vi furono la medaglia Perkin nel 1950. e la medaglia dell'Industry Research Institute (IRI) nel 1953. A lui è intitolato il premio E. V. Murphree in chimica industriale e ingegneristica assegnato ogni anno dall'American Chemical Society.
Morì il 29 ottobre 1962 all'Overlook Hospital di Summit, nel New Jersey, per trombosi coronarica.